# Fernando Salazar
Fernando Salazar (* 13. Juli 1979 in Guadalajara, Jalisco) ist ein mexikanischer Fußballspieler auf der Position des Verteidigers.

## Leben

### Verein
Salazar erhielt seinen ersten Profivertrag für die Saison 1998/99 bei seinem Heimatverein Atlas Guadalajara, für den er – mit einer halbjährlichen Unterbrechung Anfang 2001 in Diensten von Deportivo Toluca – bis zum Jahresende 2004 spielte.
Um den Jahreswechsel 2004/05 wechselte er zum CF Pachuca, mit dem er je zweimal die mexikanische Meisterschaft (Clausura 2006, Clausura 2007) und den CONCACAF Champions’ Cup (2007, 2008) sowie je einmal die Copa Sudamericana (2006) und die SuperLiga (2007) gewann.
Im Sommer 2008 wechselte er zum CA Monarcas Morelia, bei dem er bis Ende 2010 blieb. Nach einer halbjährigen Zugehörigkeit zu Necaxa Anfang 2011 ist er derzeit für den Club León in der zweiten Liga aktiv.

### Nationalmannschaft
Sein Debüt für die mexikanische Nationalmannschaft feierte Salazar im Eröffnungsspiel des CONCACAF Gold Cup 2003, das am 13. Juli 2003 mit 1:0 gegen Brasilien gewonnen wurde. Salazar wirkte auch im Finale des Turniers mit, das gegen denselben Gegner wiederum mit 1:0 – diesmal nach Verlängerung – gewonnen wurde. Seinen letzten Länderspieleinsatz hatte Salazar am 15. Februar 2006 in einem Testspiel gegen Südkorea, das mit 0:1 verloren wurde.

## Erfolge

### Verein
- Mexikanischer Meister: Clausura 2006, Clausura 2007
- CONCACAF Champions’ Cup: 2007, 2008
- Copa Nissan Sudamericana: 2006
- SuperLiga (Nordamerika): 2007

### Nationalmannschaft
- CONCACAF Gold Cup: 2003